# Gianluca Tiberti
Gianluca Tiberti (n. 24 aprilie 1967, Roma, Italia) este un sportiv ce a reprezentat Italia, medaliat olimpic. A participat la 2 ediții ale Jocurilor Olimpice (1988, 1992) în care a câștigat o medalie de argint și o medalie de bronz.